# Casa di Galileo Galilei (Padova)
La casa di Galileo Galilei a Padova è l'ultima abitazione in cui dimorò lo scienziato nella sua permanenza nella città, sita nell'attuale Via Galileo, allora borgo dei Vignali.
La casa situata è attualmente una residenza privata non visitabile, è possibile riconoscerla solo grazie ad una targa presente in una facciata esterna.

## Storia

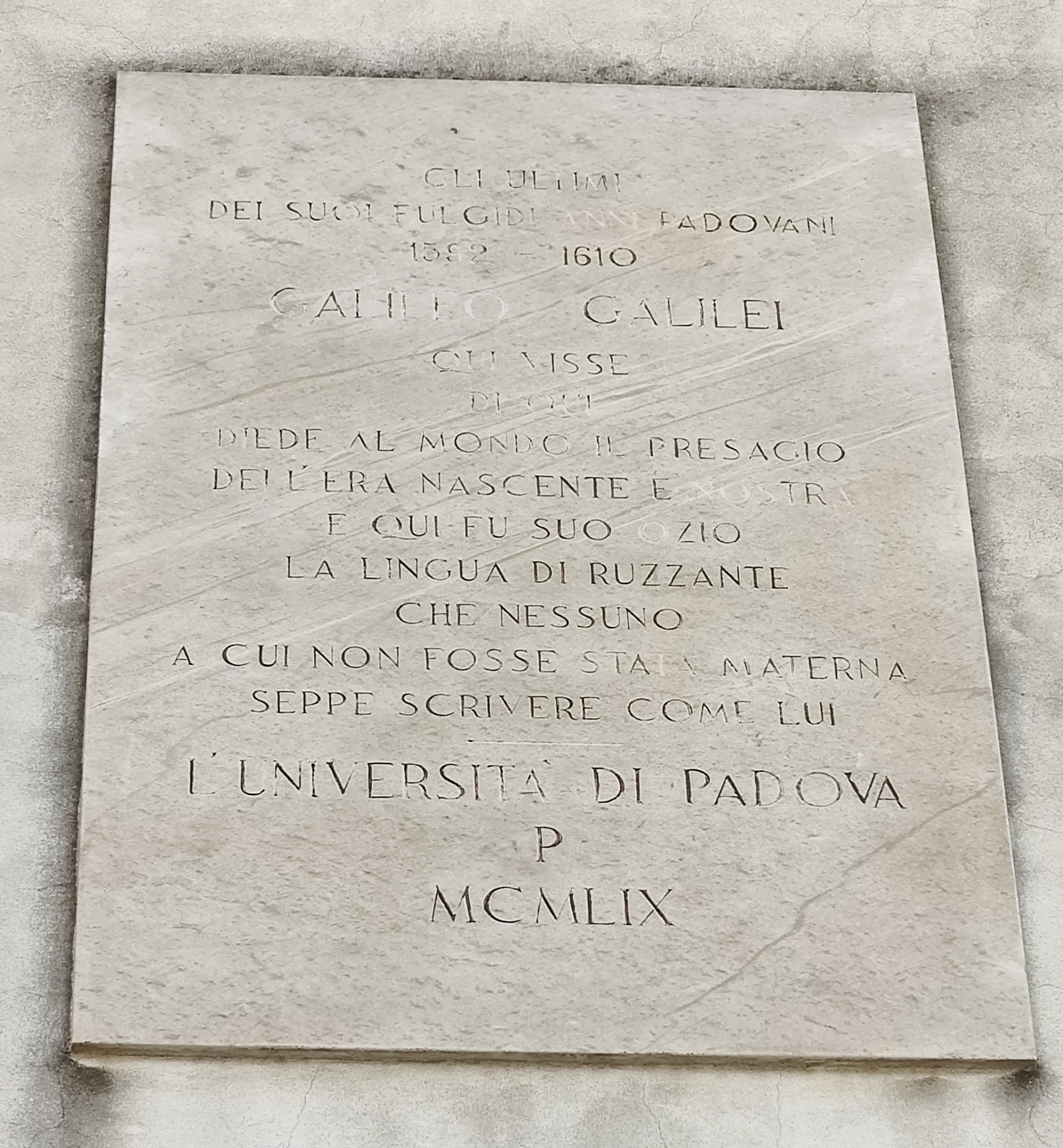
Targa posta sulla facciata della casa

Galileo giunse a Padova nel dicembre dell'anno 1592; durante i suoi primi anni di soggiorno passò dall'essere ospitato dall'amico Gian Vincenzo Pinelli, all'affittare una piccola casa nelle vicinanze della basilica di Santa Giustina. Nel 1602, Galileo si stanziò definitivamente in una casa del “borgo dei Vignali” (in prossimità della basilica di Sant'Antonio e di fronte al Collegio Tornacense) fino al 1610, anno in cui lascerà la città di Padova. Galileo, in una lettera indirizzata a Fortunio Liceti, definisce il periodo trascorso nella città veneta come "li diciotto anni migliori di tutta la mia età".
Durante la residenza in questa casa Galileo ospitò numerosi studenti. Tra questi, spicca la figura di un meccanico che lo aiutò nella costruzione di cannocchiali e compassi geometrici. Infatti fu proprio durante il soggiorno padovano che a Galileo era giunta voce di un'invenzione olandese, di cui ne costruì un prototipo da mostrare al Senato Veneziano (quest'ultimo aveva intenzione di utilizzarla per anticipare le navi pirati dalmate). Fu proprio nella casa del borgo dei vignali che costruì lenti e cannocchiali (chiamati perspicillum).
I luoghi più importanti per Galileo nell'abitazione erano collocati all'esterno, infatti, è proprio dal giardino che si affaccia sull'Odeo Cornaro che probabilmente osservava il cielo. Da qui nel marzo del 1610 osservò per primo la superficie rugosa della Luna, che non venne più considerata liscia e perfetta come secondo la concezione aristotelica; la Luna venne descritta da Galileo nel Sidereus Nuncius come "aspera et inaequali". Sempre da questa casa, Galileo scoprì nella notte tra il 9 e il 10 gennaio 1610 quattro "stelline, piccole invero ma pur lucentissime" (definite così nel Sidereus Nuncius) rotanti attorno al pianeta Giove. Questa osservazione gli permise di ipotizzare che la Luna ruotasse attorno alla Terra esattamente come quelle “stelle” ruotano attorno al gigante gassoso.

## Struttura

### Ubicazione
Come indicato da una dichiarazione dello stesso Galileo, la casa era collocata in contiguità alla proprietà Cornaro. Lo scienziato scrisse infatti che: “mi mandò a chiamare - riferendosi a Giacomo Alvise Cornaro - essendo la mia casa contigua a quella di Sua Signoria”. Osservando la mappa dell'isolato compreso fra Via dei Vignali (ora Galilei), Via S. Francesco, Via Cesarotti e Via del Santo, si conclude che, data l'ampiezza dell'abitazione e dell'orto, le possibili collocazioni della casa possano essere solamente due: Agugie o Montagnana. Alla seconda opzione manca la condizione di contiguità, e di conseguenza l'unica opzione plausibile è che la casa dove alloggiava Galileo Galilei fosse proprio quella denominata Agugie. 

### Descrizione
L'abitazione, come l'ha descritta Bruno Brunelli Bonetti dopo un'indagine del 1942, è piuttosto grande e spaziosa. Infatti “il maestro” (Galileo), oltre alla moglie e alla figlia, ospitava anche dozzine di studenti, alcuni dei quali accompagnati anche da maggiordomi. Affittando le numerose stanze a sua disposizione, Galileo riuscì a finanziare le proprie ricerche scientifiche e ad assemblare nuovi strumenti. Annesso alla casa vi era un grande orto nel quale il filosofo naturale si dedicava alla coltivazione di viti e all'osservazione del cielo.